# Европско првенство у атлетици у дворани 1980 — скок увис за мушкарце
Такмичење у скоку увис у мушкој конкуренцији на 11. Европском првенству у атлетици у дворани 1980. године одржано је 2. марта. у Стакленој дворани у Зинделфингену (Западна Немачка).
Титулу европског првака освојену на Европском првенству у дворани 1979. у Бечу није бранио Владимир Јашенко из Совјетског Савеза.

## Земље учеснице
Учествовалло је 25 скакача увис из 14 земаља.
1. Белгија (3)
2. Финска (1)
3. Француска (2)
4. Мађарска (2)
5. Италија (3)
6. Холандија (1)
7. Пољска (1)
8. Румунија (1)
9. Совјезски Савез (2)
10. Шпанија (2)
11. Шведска (1)
12. Швајцарска (1)
13. Западна Немачка (3)
14. Југославија (2)

## Рекорди
| Рекорди пре почетка Европског првенства у дворани 1980.     | Рекорди пре почетка Европског првенства у дворани 1980. | Рекорди пре почетка Европског првенства у дворани 1980. | Рекорди пре почетка Европског првенства у дворани 1980. | Рекорди пре почетка Европског првенства у дворани 1980. | Рекорди пре почетка Европског првенства у дворани 1980. |
| ----------------------------------------------------------- | ------------------------------------------------------- | ------------------------------------------------------- | ------------------------------------------------------- | ------------------------------------------------------- | ------------------------------------------------------- |
| Светски рекорд                                              | Владимир Јашенко                                        | Совјетски Савез                                         | 2,35                                                    | Милано, Италија                                         | 12. март 1978.                                          |
| Европски рекорд                                             | Владимир Јашенко                                        | Совјетски Савез                                         | 2,35                                                    | Милано, Италија                                         | 12. март 1978.                                          |
| Рекорди европских првенстава                                | Владимир Јашенко                                        | Совјетски Савез                                         | 2,35                                                    | Милано, Италија                                         | 12. март 1978.                                          |
| Најбољи светски резултат сезоне у дворани                   | Јацек Вшола                                             | Пољска                                                  | 2,30                                                    | Забже, Пољска                                           | 17. фебруар 1980.                                       |
| Најбољи европски резултат сезоне у дворани                  | Јацек Вшола                                             | Пољска                                                  | 2,30                                                    | Забже, Пољска                                           | 17. фебруар 1980.                                       |
| Рекорди после завршеног Европског првенства у дворани 1980. |                                                         |                                                         |                                                         |                                                         |                                                         |
| Најбољи светски резултат сезоне у дворани                   | Дитмар Мегенбург                                        | Западна Немачка                                         | 2,31                                                    | Зинделфинген, Западна Немачка                           | 17. фебруар 1980.                                       |
| Најбољи европски резултат сезоне у дворани                  | Дитмар Мегенбург                                        | Западна Немачка                                         | 2,31                                                    | Зинделфинген, Западна Немачка                           | 17. фебруар 1980.                                       |

## Освајачи медаља
|                                  |                    |                          |
| Дитмар Мегенбург Западна Немачка | Јацек Вшола Пољска | Адријан Протеса Румунија |

## Резултати

### Финале
| Пласман | Атлетичар        | Земља           | Резултат | Белешка |
| ------- | ---------------- | --------------- | -------- | ------- |
|         | Дитмар Мегенбург | Западна Немачка | 2,31     |         |
|         | Јацек Вшола      | Пољска          | 2,29     |         |
|         | Адријан Протеса  | Западна Немачка | 2,29     |         |
| 4.      | Карло Тренхард   | Западна Немачка | 2,26     |         |
| 5.      | Марко Тамбери    | Италија         | 2,26     |         |
| 6.      | Алексеј Демјањук | Совјезски Савез | 2,28     |         |
| 7.      | Руд Виларт       | Холандија       | 2,26     |         |
| 8.      | Иштван Гибичар   | Мађарска        | 2,23     |         |
| 9,      | Гиј Моро         | Белгија         | 2,18     |         |
| 10.     | Роланд Далхојзер | Швајцарска      | 2,19     |         |
| 11.     | Бруно Бруни      | Италија         | 2,19     |         |
| 12.     | Васа Комненић    | Југославија     | 2,19     |         |
| 13.     | Герд Нагел       | Западна Немачка | 2,19     |         |
| 14.     | Стефан Карлсон   | Шведска         | 2,19     |         |
| 15.     | Франк Боне       | Француска       | 2,19     |         |
| 16.     | Марк Бора        | Белгија         | 2,15     |         |
| 17.     | Франсиско Мартин | Шпанија         | 2,15     |         |
| 18.     | Генадиј Белков   | Совјезски Савез | 2,15     |         |
| 19.     | Стеван Филиповић | Југославија     | 2,15     |         |
| 20.     | Вилијам Нахтигал | Белгија         | 2,15     |         |
| 21.     | Мартин Перарнау  | Шпанија         | 2,15     |         |
| 22.     | Золтан Тарши     | Мађарска        | 2,10     |         |
| 23.     | Масимо ди Ђорђо  | Италија         | 2,10     |         |
| 24.     | Бернар Башор     | Француска       | 2,10     |         |
| 25.     | Хари Сундел      | Финска          | 2,10     |         |

## Укупни биланс медаља у скоку увис за мушкарце после 11. Европског првенства у дворани 1970—1980.
|    | Земља           |    |    |    |    |
| -- | --------------- | -- | -- | -- | -- |
| 1. | Совјетски Савез | 5  | 3  | 1  | 9  |
| 2. | Мађарска        | 3  | 2  | 1  | 6  |
| 3. | Чехословачка    | 1  | 1  | 1  | 3  |
| 4. | Пољска          | 1  | 1  | 0  | 2  |
| 5. | Западна Немачка | 1  | 0  | 3  | 4  |
| 6, | Источна Немачка | 0  | 3  | 0  | 3  |
| 7. | Француска       | 0  | 1  | 0  | 1  |
| 8. | Румунија        | 0  | 0  | 2  | 2  |
| 9. | Грчка           | 0  | 0  | 1  | 1  |
| 9. | Холандија       | 0  | 0  | 1  | 1  |
| 9. | Шведска         | 0  | 0  | 1  | 1  |
|    | Укупно {11}     | 11 | 11 | 11 | 33 |

|    | Атлетичар        | Земља           |   |   |   |   |
| -- | ---------------- | --------------- | - | - | - | - |
| 1. | Иштван Мајор     | Мађарска        | 3 | 1 | 0 | 4 |
| 2. | Владимир Јашенко | Совјетски Савез | 2 | 0 | 0 | 2 |
| 3. | Кестутис Шапка   | Совјетски Савез | 1 | 1 | 0 | 2 |
| 3. | Јацек Вшола      | Пољска          | 1 | 1 | 0 | 2 |
| 5. | Владимир Мали    | Чехословачка    | 1 | 0 | 1 | 2 |
| 6. | Ролф Бајлшмит    | Источна Немачка | 0 | 2 | 0 | 2 |
| 7. | Ендре Келемен    | Мађарска        | 0 | 1 | 1 | 2 |
| 8. | Јири Тармак      | Совјетски Савез | 0 | 1 | 1 | 2 |